# تیغ‌پشت پاپرده‌ای
تیغ‌پشت پاپرده‌ای(نام علمی: Limnogale mergulus) نام یک گونه از تیره تیغ‌پشت است.